# カンキツグリーニング病

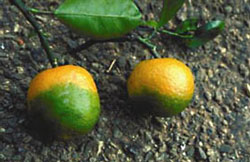
カンキツグリーニング病に感染したマンダリンオレンジの果実

カンキツグリーニング病（カンキツグリーニングびょう、英: Citrus Greening Disease (CG)）は、柑橘類に致命的な被害を与える病害。中国名の黄竜病（黃龍病 / 黄龙病 / huánglóngbìng, 略称HLB）、台湾名の立枯病（リクビン、lìkūbìng）でも呼ばれる。
感染するとまず葉に黄色い斑が生じ、枝とともに変形していく。果実は成熟しても小さく、表面に緑色の斑が残り、苦い。進行すると徐々に衰弱して枝の先端から枯れていき、最終的には枯死する。2008年現在では、感染した樹木を伐採除去する以外の有効な対抗策がなく、世界各地の柑橘類生産に深刻な影響を及ぼしている。

## 原因
キジラミによる媒介や接ぎ木によって、柑橘類の師管に原因病原体 Candidatus Liberibacter が感染することで罹患する。Ca. Liberibacter には、アジア型 Ca. Liberibacter asiaticus、アフリカ型 Ca. Liberobacter africanus、アメリカ型 Ca. Liberibacter americanus の3種が知られている。なお、この病原体の正体は現在グラム陰性菌という点を除いて未確定であるため、候補名としてCandidatusが付けられている。
アジア型は暑さに強く、30℃ 以上の気温でも感染力を持つ。アジアを中心に、アフリカ、アメリカ、オセアニアなどで感染が確認されている。ミカンキジラミ Diaphorina citri によって媒介される。
アフリカ型は暑さに弱く、22-25℃ の範囲の気候区域で感染する。亜種の Ca. Liberobacter africanus capensis とともに、アフリカ諸国で発見されている。ミカントガリキジラミ Trioza erytreae によって媒介される。
アメリカ型は南米の一部で確認されている。
現在、抵抗性品種は存在しないが発病度には品種差があり、ポンカンやダンカングレープフルーツでは激しい黄化症状が現れる。台木として広く用いられているカラタチは感染しても被害が軽微であるが、保毒樹に接ぎ木をすると穂木品種が発病する。

## 対策
オキシテトラサイクリンなどの抗生物質剤の散布により発病を一時的に抑制することができるが、根本的な治療にはならない。グリーニング病の被害が急増しているアメリカでは、遺伝子組み換えによる抵抗性品種の開発が進められている。

## 歴史
19世紀後半の台湾ならびにインドでは、すでに同様の症状を示す病害が確認されていた。1919年に Reinking が中国南部で発見し、初めて学術的に報告した。1921年にはフィリピン、1928年には南アフリカで感染が確認された。
1960年代にはタイ王国北部のタンジェリン農園に感染が広がり、以降毎年果樹の10分の1が枯死している。1980年代には7年間でレユニオン島の柑橘類果樹のうち65%が失われた。
日本では1988年に西表島で初めて感染が確認され、以後、徳之島以南の南西諸島に感染が拡大している。1990年代後半には、アジアで5300万本、アフリカで1000万本の果樹が HLB に感染していたものと概算されている。
アメリカ大陸では、1998年にミカンキジラミの侵入が確認された。2004年にはブラジルで初めて感染が確認され、以降2008年までに80万本の果樹が失われている。翌2005年にはフロリダ半島で感染が確認された。2014年には30年ぶりの規模で病害が発生し、アメリカのオレンジ収穫に打撃を与えた。
アメリカ合衆国では、農業テロに利用される懸念から、2002年に農務省の選択病原菌リスト (Select Agent/ Toxin List) に掲載され、厳重な管理のもとでしか取り扱うことができなくなっている。